# Поверхность Морина

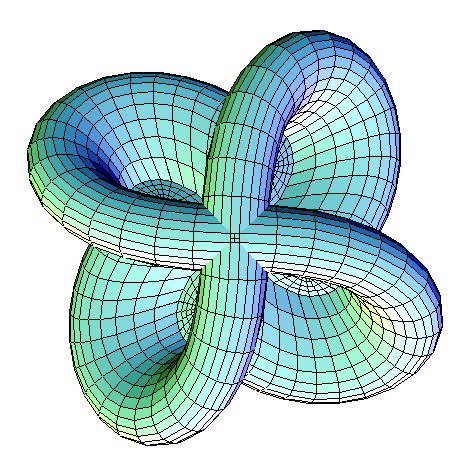
Поверхность Морина, вид сверху

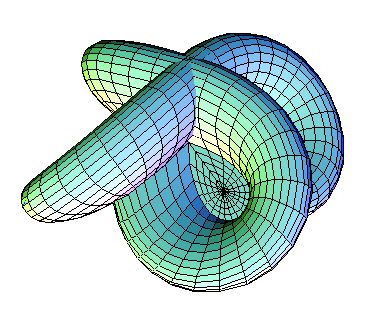
Поверхность Морина, вид сбоку

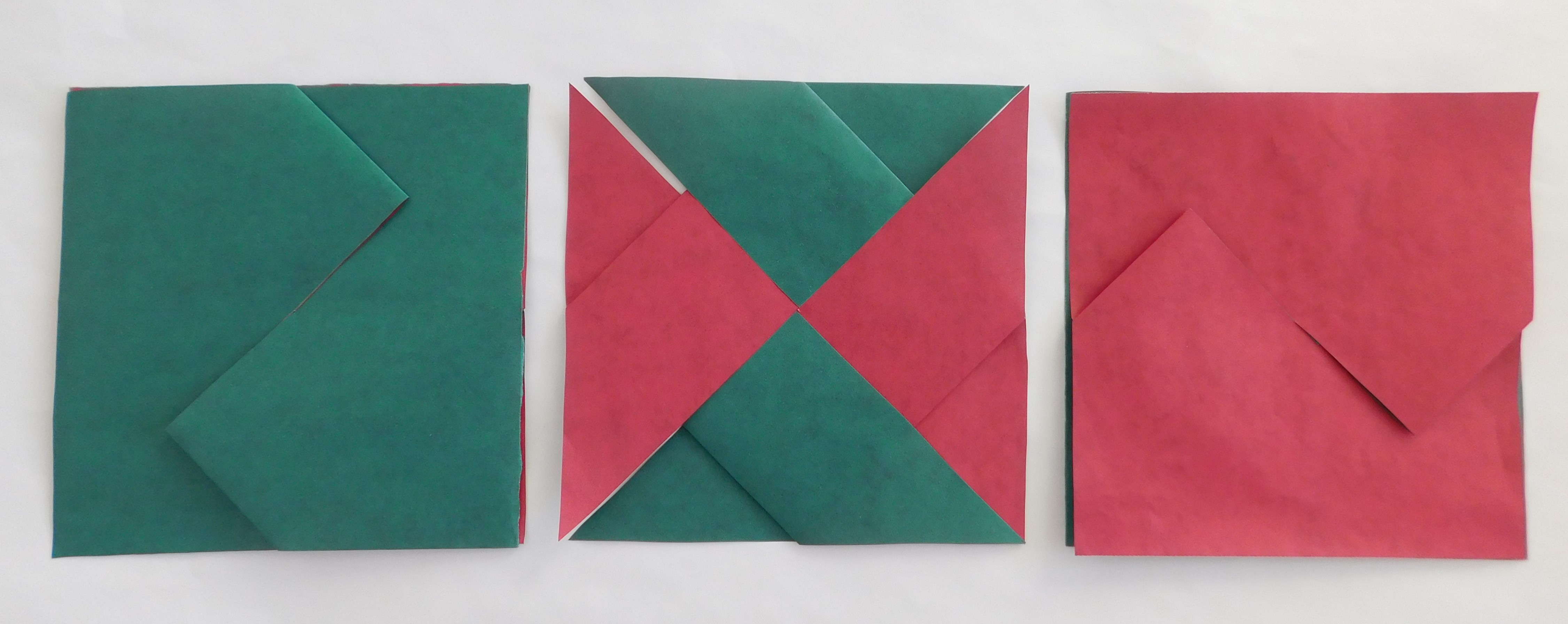
Бумажное выворачивание сферы и поверхность Морина

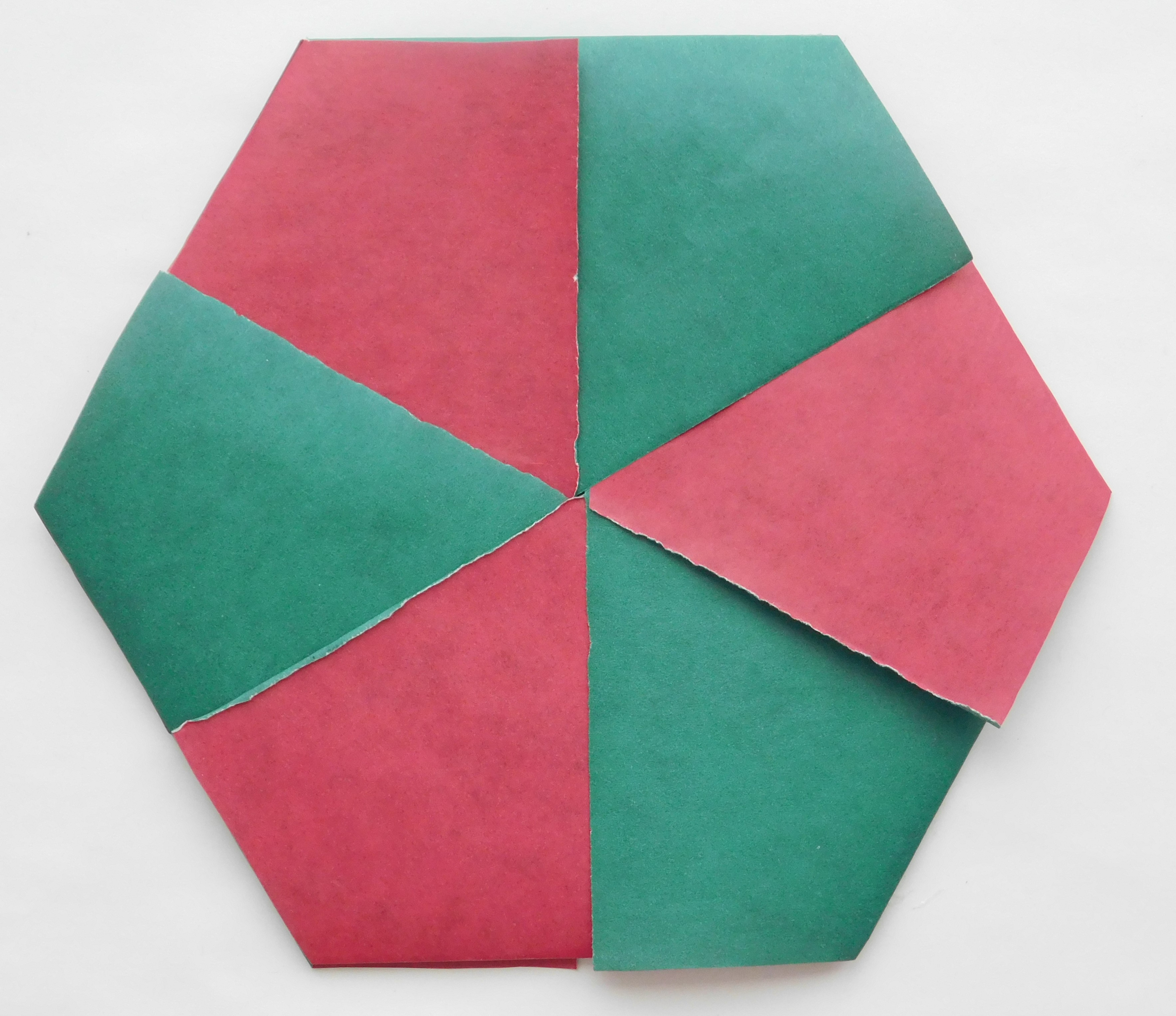
Бумажная поверхность Морина (промежуточное состояние выворачивания сферы) с шестиугольной симметрией

Поверхность Морина является промежуточной моделью выворачивания сферы, открытой Бернардом Морином. Поверхность обладает четырёхкратной вращательной симметрией.
Если у исходной сферы, которую следует вывернуть, внешняя сторона выкрашена зелёным, а внутренняя красным цветами, то при преобразовании сферы путём гомотопии в поверхность Морина половина видимой извне поверхности Морина будет зелёной, а другая половина красной:

Половина поверхности Морина соответствует внешней поверхности сферы (зелёной), 
которой она гомеоморфна, а другая симметричная половина соответствует внутренней поверхности сферы (красной).
Тогда вращение поверхности на 90° вокруг её оси симметрии сменит её цвета, то есть сменит полярность (внутри-снаружи) ориентируемой поверхности, так что повторение шагов гомотопии в точности с той же позиции в обратном порядке к исходной сфере после поворота поверхности Морина приведёт к сфере, внешняя сторона которой красная, а внутренняя сторона зелёная, то есть к вывернутой сфере. Ниже приведены шаги выворачивания:
1. сфера: зелёная снаружи, красная внутри... 

2. преобразуем в... 

3. поверхность Морина, 

3'. поверхность Морина поворачиваем на 90°...

2'. обратное преобразование в...

1'. сферу: красная снаружи, зелёная внутри.

## Структура поверхности Морина
Поверхность Морина может быть разделена на четыре конгруэнтные секции. Эти секции можно здесь называть Восточной, Южной, Западной и Северной, или, соответственно, секцией 0, секцией 1, секцией 2 и секцией 3.

Восточная секция поверхности Морина.
Поверхность Морина имеет четвёрку точек, через которую проходит ось симметрии. Эта четвёрка точек является начальными и конечными точками шести линий узловых точек. Каждая из четырёх секций ограничена тремя из этих линий узловых точек, так что каждая их четырёх секций гомеоморфна треугольнику. Восточную секцию представим теперь схематично:

Рисунок показывает восточную секцию, ограниченную тремя петлями ABCDA, AEFGA, и AHIJA. Третья петля, AHIJA является линией узловых точек, где Восточная секция пересекает себя. Петля ABCDA является линией узловых точек, по которой Восточная секция соединена с Западной секцией, а петля AEFGA является линией узловых точек, по которой Восточная секция соединена с Южной секцией. Точка здесь на самом деле перекрывает четыре различные точки: {\displaystyle A_{0},A_{1},A_{2},A_{3}}.
Вот как Восточная секция связана с другими секциями: пусть каждая из её ограничивающих петель определена упорядоченной четвёркой точек, тогда
{\displaystyle (A_{1},B,C,D,A_{3})=(A_{1},D'',C'',B'',A_{3})}
{\displaystyle (A_{2},E,F,G,A_{3})=(A_{2},H',I',J',A_{3})}
{\displaystyle (A_{1},H,I,J,A_{2})=(A_{1},E''',F''',G''',A_{2})},
где точки без штриха принадлежат секции 0 (Восточной), точки с одним штрихом принадлежат секции 1 (Южной), точки с двумя штрихами принадлежат секции 2 (Западной), а точки с тремя штрихами принадлежит секции 3 (Северной).
Оставшиеся три петли соединяют секции следующим образом:
{\displaystyle (A_{2},B',C',D',A_{0})=(A_{2},D''',C''',B''',A_{0})}
{\displaystyle (A_{3},E',F',G',A_{0})=(A_{3},H'',I'',J'',A_{0})}
{\displaystyle (A_{0},E'',F'',G'',A_{1})=(A_{0},H''',I''',J''',A_{1}).}
Восточная секция имеет, рассматриваемая сама по себе, одну петлю узловых точек: AHIJA. Если поверхность развёрнута, плоский результат будет следующим:

который гомеоморфен треугольнику:

Соединение четырёх треугольных секций по их швам даёт тетраэдр:

который гомеоморфен сфере, это показывает, что поверхность Морина является самопересекающейся сферой.

## Галерея поверхностей Морина
Четыре различных взгляда на поверхность Морина: первые два показаны с вырезанными «барьерами переходов», последние два представляют вид «снизу».

## Аналитическая поверхность Морина
Поверхность Морина может быть элегантно описана набором уравнений либо в открытой версии (с полюсами на бесконечности), либо замкнутой.